# 蓬田パーキングエリア
蓬田パーキングエリア（よもぎたパーキングエリア）は、福島県石川郡平田村のあぶくま高原道路上に設置予定だったパーキングエリア、および予定地上に設置されていた仮出入口である。

## 道路
- E80 あぶくま高原道路

## 施設
2009年3月26日、PAとしての整備に先駆けて仮出入口として供用開始。2011年3月14日まで平田IC方面の仮出入口として使われる予定であったが、3月11日に発生した東北地方太平洋沖地震の影響で通行止めとなり、そのまま仮出入口は廃止となった。
全線開通後、施設建設用の土地は確保されているものの、PAの設置計画は事実上頓挫している。このため、隣の平田ICに隣接する道の駅ひらたが蓬田PAの実質代替を担っている。
当初は本線が有料区間となる前提でPA設置が進められていたが、建設中に前後が無料区間に変更された。これに伴い、福島県がPAの管理や運営にかかる費用を地元負担するよう求め、それを受けた地元からの反発により設置が見送られている。
インターチェンジとして整備する要望も住民から上がっているが、道路構造令との整合性に加え、平田西IC方面からの出口として利用する場合はトンネル掘削の必要性が見込まれることから、平田村は「開設には困難が予想される」としている。

## 隣
あぶくま高原道路
(6) 平田西IC - 蓬田PA - (7) 平田IC